# Kajenna
Kajenna (fr. Cayenne) – gmina, stolica i główny port Gujany Francuskiej (francuskiego departamentu zamorskiego), położona na wyspie przy ujściu rzeki Cayenne do Oceanu Atlantyckiego, stolica rzymskokatolickiej diecezji Kajenna. 

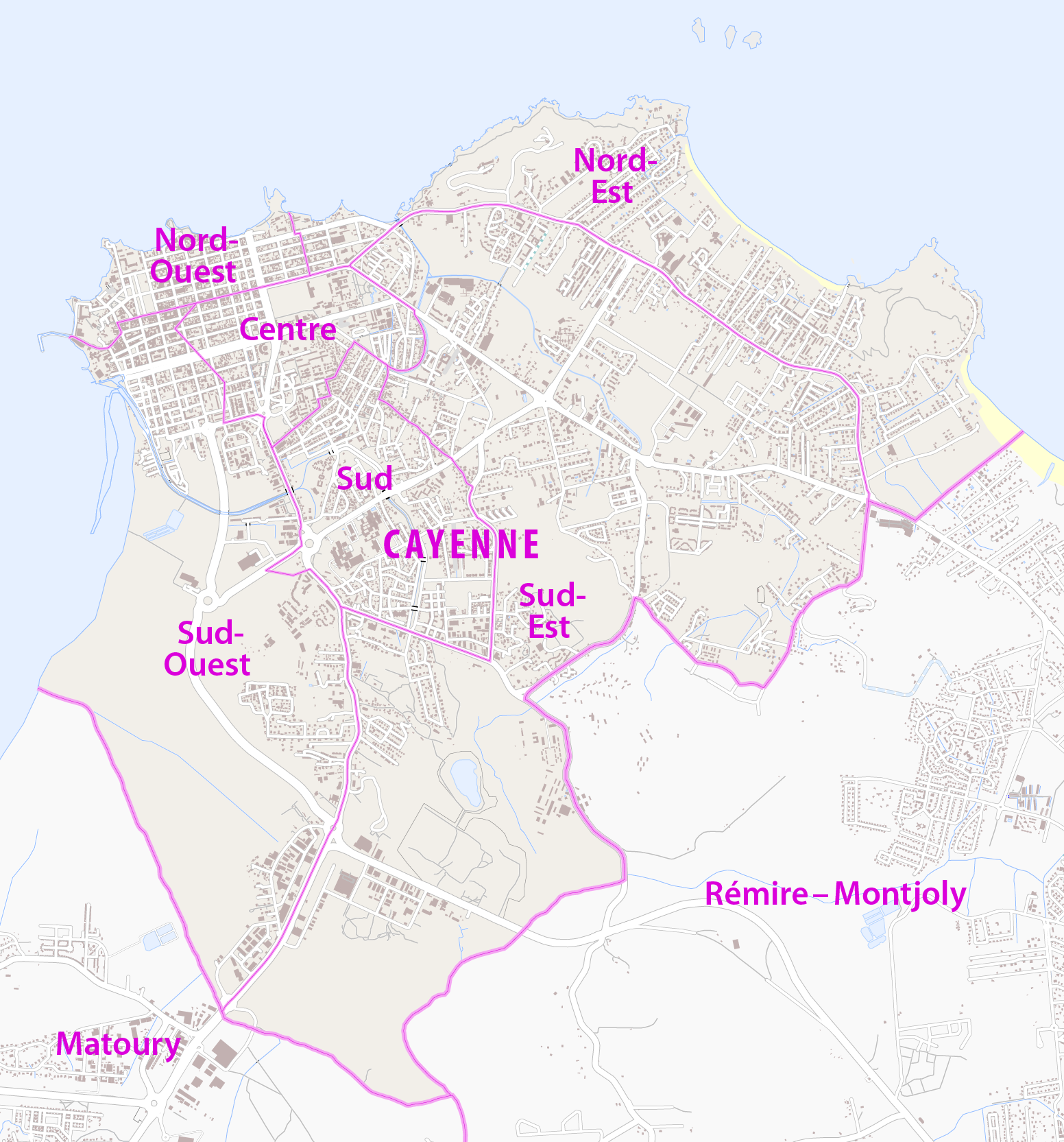
Podział administracyjny Kajenny

Miasto to ośrodek handlu. Są tu zakłady przemysłu spożywczego (destylarnie rumu), drzewnego oraz międzynarodowy port lotniczy Kajenna-Rochambeu. 
Kajenna jest największym miastem Gujany Francuskiej, skupiającym blisko 1/3 ludności terytorium. W 2013 liczyła 55 023 mieszkańców (w 1999 roku były to 50 594 osoby).
W latach 1854–1938 stanowiła francuską kolonię karną.